# Lycaste crinita
Lycaste crinita är en orkidéart som beskrevs av John Lindley. Lycaste crinita ingår i släktet Lycaste och familjen orkidéer. Inga underarter finns listade i Catalogue of Life.